# 立石公園 (諏訪市)
立石公園（たていしこうえん）は、長野県諏訪市上諏訪にある近隣公園である。園内からは諏訪湖や周辺の山々が一望できる。眺望のすばらしさから、信州のサンセットポイント100選、日本の夜景100選、日本夜景遺産、信州ふるさとの見える（丘）にも選ばれている。また、国蝶のオオムラサキの生息地としても知られている。本公園から見た景色が、2016年に公開されたアニメーション映画「君の名は。」の糸守町の景色に似ていると話題になった。

## 交通・周辺施設
- JR中央本線 上諏訪駅から徒歩30分。
- 普通車29台（内身障者用1台）駐車可
- 霧ヶ峰
- 諏訪湖
- 高島城
- 片倉館

## ギャラリー

立石公園からの眺め
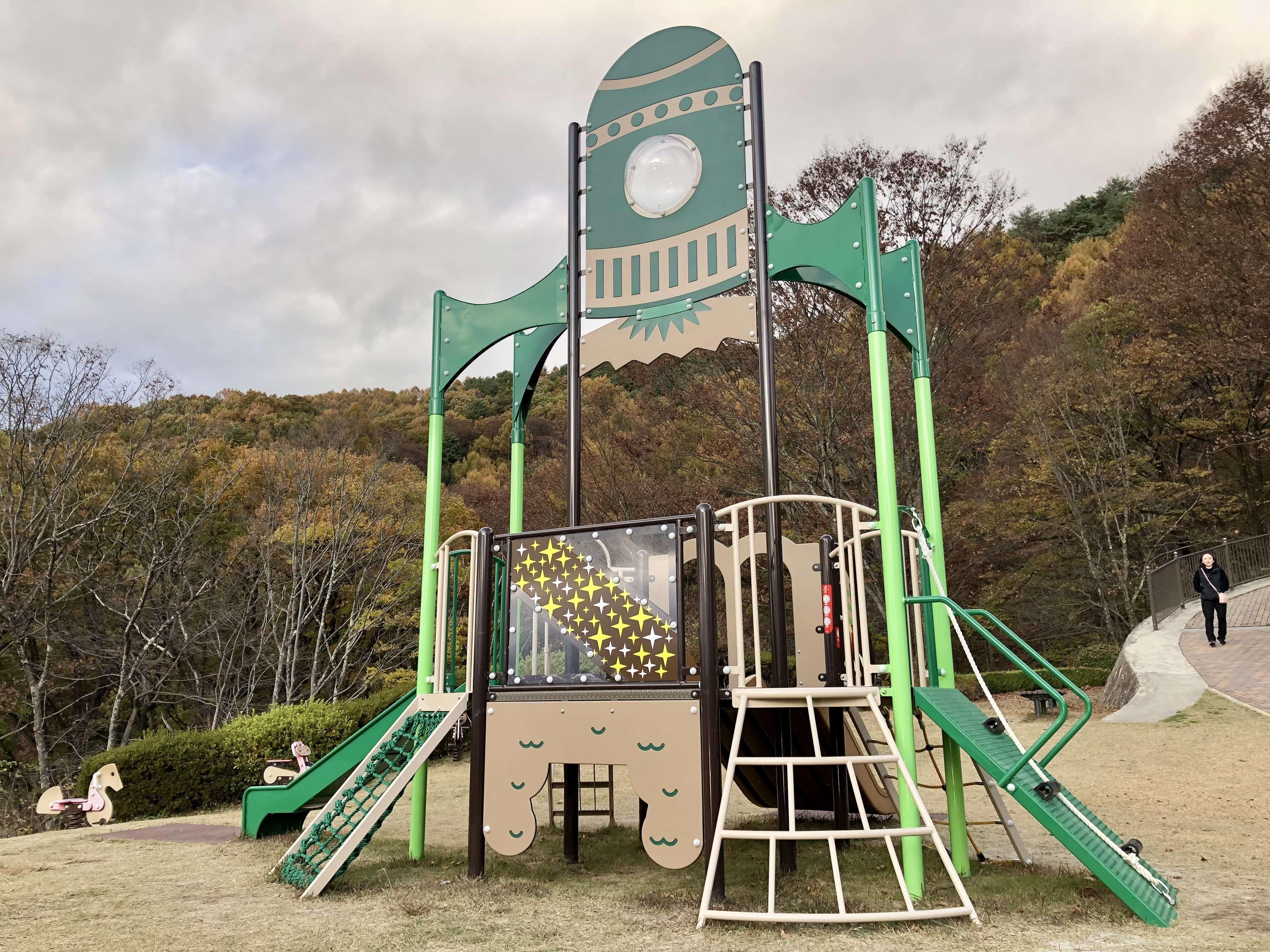
遊具

## 立石公園を舞台とした作品

### 映画
- 黒崎くんの言いなりになんてならない
- バースデーカード
- ロストケア

### ドラマ
- 嫌われ松子の一生
- 僕だけが17歳の世界で

### CM
- ソフトバンク「真夏のバッキャロー」篇

### 楽曲
- 『休日』Dragon Ash

### アニメ
- 極黒のブリュンヒルデ